# Rabak (Soedan)
Rabak is een stad in Soedan en is de hoofdplaats van de staat An-Nil-al-Abyad.
Rabak telt naar schatting 152.000 inwoners.